# Исаева, Татьяна Ивановна
Татья́на Ива́новна Ку́зина (в замужестве — Иса́ева и Федо́това; 1919—1985) — передовик советского сельского хозяйства, звеньевая колхоза «Ильич» Болховского района Орловской области. Герой Социалистического Труда (12.03.1949).

## Биография
Родилась в 1919 году в деревне Курасова Болховского уезда Орловской губернии, ныне – Болховского района Орловской области, в крестьянской семье. Русская. Была третьим ребёнком в многодетной (13 детей) семье. С раннего возраста детей приучали к труду. Окончила только начальную школу.
Всю жизнь проработала в колхозе «Ильич» Пальчиковского сельсовета (ныне – Багриновское поселение). Начинала простой работницей полеводческой бригады. Затем была избрана звеньевой в бригаде коноплеводов.
В коноплеводстве очень много ручного труда. Коноплю косили в конце августа, затем она лежала под дождями и ветрами больше месяца. В зелёном стебле за это время волокно легко отделялось от сердцевины. Только после этого тресту собирали в снопы, а затем отправляли на переработку. Процесс поднятия вылежавшихся стеблей в конуса, их погрузка-разгрузка, получение семян – всё это делалось вручную.
В 1948 году звено под её руководством получило очень высокий урожай на своём участке: волокна среднерусской конопли 11 центнеров и семян 8,3 центнера с гектара на площади 5 гектаров.
Указом Президиума Верховного Совета СССР от 12 марта 1949 года за получение высоких урожаев волокна и семян конопли Кузиной Татьяне Ивановне присвоено звание Героя Социалистического Труда с вручением ордена Ленина и Золотой Звезды «Серп и Молот».
И в дальнейшем добивалось значительных успехов, ежегодно повышая показатели. Перенимать опыт в колхоз «Ильич» приезжали коноплеводы из разных колхозов Болховского и других районов области. Работала в колхозе до выхода на пенсию.
Избиралась депутатом Болховского районного Совета депутатов трудящихся.
Умерла в 1985 году. Похоронена в Болховском районе Орловской области.

## Награды
- Медаль «Серп и Молот» (12.03.1949);
- Орден Ленина (12.03.1949).

- Медаль «За трудовое отличие»
- Медаль «В ознаменование 100-летия со дня рождения Владимира Ильича Ленина» (6 апреля 1970)
- Медаль «Ветеран труда»
- медали ВДНХ СССР
- и другими
- Отмечена грамотами и дипломами.